# Іверіа (Аспіндза)
Іверіа (Аспіндза) (груз. ივერია) — село в Грузії.
За даними перепису населення 2014 року в селі проживає 356 осіб.